# Ann Little
Pour les articles homonymes, voir Little.
Ann Little (de son vrai nom Mary H. Brooks) est une actrice américaine, née le 7 février 1891 à Mount Shasta (Californie) et morte le 21 mai 1984 à Los Angeles (Californie). Elle est parfois créditée Anna Little.

## Biographie
Elle épousa Allan Forrest en 1916, dont elle divorça en 1918. Après une carrière bien remplie durant le cinéma muet, elle prêta sa voix au personnage de Betty Boop, jusqu'en 1933. Selon certaines sources, elle fut adepte de la Christian Science sur la fin de sa vie, mais cette affirmation n'a jamais été prouvée.

## Filmographie partielle

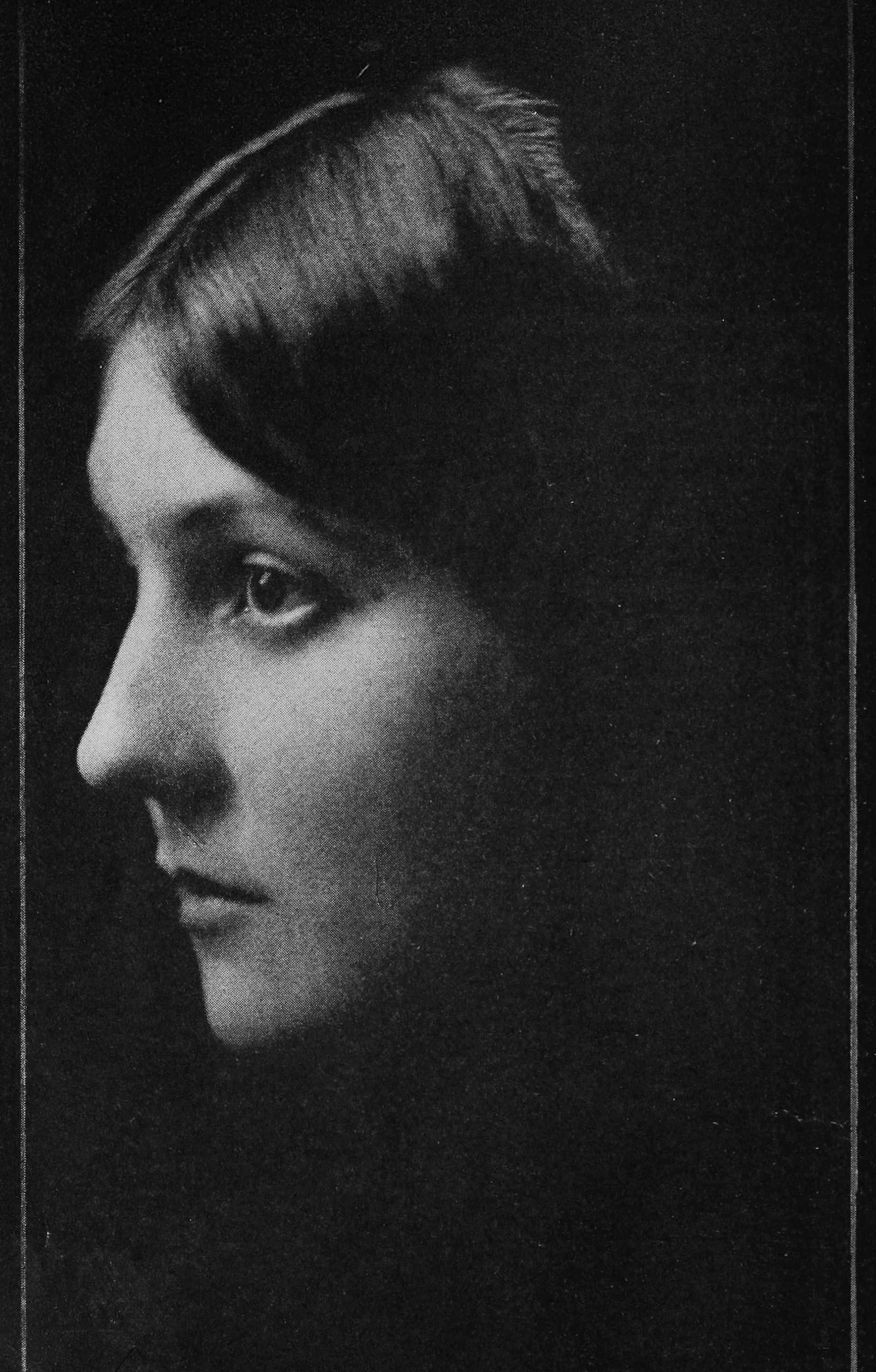
Ann Little dans Motion Picture en 1914.

- 1911 : The Indian Maiden's Lesson de Gilbert M. Anderson
- 1911 : The Puncher's New Love de Gilbert M. Anderson
- 1911 : The Lucky Card de Gilbert M. Anderson
- 1911 : A Young Squaw's Bravery
- 1911 : The Broken Trap
- 1911 : Cowgirls' Pranks de Thomas H. Ince
- 1912 : The Indian Maid's Elopement de Thomas H. Ince
- 1912 : The Empty Water Keg de Thomas H. Ince
- 1912 : The Indian Massacre de Thomas H. Ince
- 1912 : The Battle of the Red Men de Thomas H. Ince
- 1912 : The Crisis de Thomas H. Ince
- 1912 : Blazing the Trail de Thomas H. Ince
- 1912 : The Post Telegrapher de Thomas H. Ince et Francis Ford
- 1912 : The Lieutenant's Last Fight de Thomas H. Ince
- 1912 : The Outcast de Thomas H. Ince
- 1912 : His Punishment de Thomas H. Ince
- 1912 : On the Warpath de Reginald Barker
- 1912 : His Némésis de Thomas H. Ince
- 1912 : The Bugle Call de Thomas H. Ince
- 1912 : The Reckoning de Thomas H. Ince
- 1912 : For the Honor of the Tribe de Thomas H. Ince
- 1912 : The Doctor's Double de Fred J. Balshofer
- 1912 : His Better Self de Francis Ford et Fred J. Balshofer
- 1912 : For the Honor of the Seventh de Reginald Barker
- 1912 : Le Dernier combat du lieutenant (Custer's Last Fight) de Francis Ford
- 1912 : An Indian Legend de Charles Giblyn
- 1912 : On Secret Service de Walter Edwards
- 1912 : Quand Lee se rendra (When Lee Surrenders) de Thomas H. Ince
- 1912 : Mary of the Mines de Francis Ford
- 1912 : The Altar of Death de Thomas H. Ince
- 1912 : The Civilian de Thomas H. Ince
- 1912 : The Invaders de Thomas H. Ince et Francis Ford
- 1912 : The Prospector's Daughter de Thomas H. Ince
- 1912 : The Law of the West de Thomas H. Ince
- 1913 : The Paymaster's Son, de Francis Ford
- 1913 : The Little Turncoat, de Francis Ford
- 1913 : A Shadow of the Past, de Thomas H. Ince
- 1913 : The Mosaic Law, de Thomas H. Ince
- 1913 : The Wheels of Destiny de Francis Ford
- 1913 : Smiling Dan de Francis Ford
- 1913 : The Counterfeiter de William J. Bauman
- 1913 : Lure of the Violin de William J. Bauman
- 1913 : His Heroine de Lucius Henderson
- 1913 : The Sergeant's Secret
- 1913 : The Iconoclast de Raymond B. West
- 1913 : With Lee in Virginia de William J. Bauman
- 1913 : Will o' the Wisp de Francis Ford
- 1913 : Past Redemption de Burton L. King
- 1913 : For Love of the Flag, de Burton L. King
- 1913 : Le Désastre (The Battle of Gettysburg) de Thomas H. Ince et Charles Giblyn
- 1913 : From the Shadows de Thomas H. Ince
- 1913 : The Land of Dead Things de Burton L. King
- 1913 : The Heritage of Eve de Jay Hunt
- 1913 : Her Legacy de Fred J. Balshofer
- 1914 : The Silent Witness de Thomas H. Ince et Charles Giblyn
- 1914 : On the Rio Grande d'Otis Turner
- 1914 : A Prince of Bavaria de Frank Lloyd
- 1914 : As the Wind Blows de Frank Lloyd
- 1914 : A Page from Life de Frank Lloyd
- 1914 : The Chorus Girl's Thanksgiving de Frank Lloyd
- 1915 : The Sheriff of Willow Creek de Frank Cooley
- 1915 : The Valley Feud de Frank Cooley
- 1915 : Broadcloth and Buckskin de Frank Cooley
- 1915 : There's Good in the Worst of Us de Frank Cooley
- 1916 : Jack de Frank Borzage
- 1916 : A Flickering Light de Frank Borzage
- 1916 : The Pilgrim de Frank Borzage
- 1916 : Nugget Jim's Pardner de Frank Borzage
- 1916 : The Forgotten Prayer de Frank Borzage
- 1916 : The Demon of Fear de Frank Borzage
- 1916 : Immediate Lee de Frank Borzage
- 1916 : That Gal of Burke's de Frank Borzage
- 1916 : Unlucky Luke de Frank Borzage
- 1916 : The Courtin' of Calliope Clew de Frank Borzage
- 1916 : Land o' Lizards de Frank Borzage
- 1916 : Nell Dale's Men Folks, de Frank Borzage
- 1916 : Matchin' Jim de Frank Borzage
- 1916 : Two Bits de Frank Borzage et Tom Chatterton
- 1918 : Le Mari de l'Indienne ou Un cœur en exil (The Squaw Man) de Cecil B. DeMille
- 1919 : Le Démon de la vitesse (The Roaring Road) de James Cruze
- 1919-1920 : Lightning Bryce (serial)
- 1920 : Excuse My Dust de Sam Wood
- 1922 : Nan of the North de Duke Worne